# Battaglia di Solway Moss
La battaglia di Solway Moss si combatté nel luogo omonimo presso il fiume Esk sul lato inglese degli Scottish Borders il 24 novembre 1542 fra le forze dell'esercito inglese e quelle degli scozzesi. Il luogo dello scontro è attualmente sotto l'egida dell'English Heritage.

## Lo scontro
Quando Enrico VIII d'Inghilterra ruppe con la Chiesa cattolica attorno al 1536 chiese al nipote Giacomo V di Scozia di seguirlo sulla stessa strada, ma egli rifiutò preferendo rimanere fedele al Vaticano e peggio ancora rifiutò di incontrare lo zio presso York. Furioso Enrico decise di ordinare delle spedizioni oltre i confini inglesi e per tutta risposta Giacomo ordinò al Guardiano delle Marche Scozzesi Robert Maxwell, V Lord Maxwell di raccogliere un esercito per fronteggiare l'avanzata inglese.
Il 24 novembre 1542 l'esercito scozzese, composto da circa 15 000-18 000 uomini passò in Inghilterra passando il confine nella regione degli Scottish Borders, Robert Maxwell, benché non fosse mai stato incaricato ufficialmente, asserì che sarebbe stato lui stesso a guidare l'esercito. Secondo il nobile scozzese George Douglas di Pittendreich e qualche altra cronaca più tardiva Oliver Sinclair dichiarò che, in assenza di Maxwell, sarebbe stato lui a condurre la battaglia, secondo i racconti coevi gli altri comandanti rifiutarono questa condizione e la struttura di comando cadde in pezzi. I comandanti inglesi Thomas Wharton, I barone di Wharton e William Musgrove stesero un resoconto dello scontro e secondo loro alla fine fu Maxwell a guidare gli scozzesi in battaglia e combatté al fianco degli altri nobili. 
Lo sconfinamento degli scozzesi in terra inglese avvenne nei pressi della località chiamata Solway Moss dove incontrarono Wharton e i suoi 3 000 uomini, la battaglia non fu altro che uno scontro scoordinato tanto che gli inglesi la descrissero come una sorta di rovinosa caduta che condusse gli scozzesi fra i fiumi Esk e Lyne. Gli scozzesi dopo un primo scontro con una carica di cavalleria presso Akeshawsill si diressero verso il villaggio di Arthuret andando così a trovarsi circondati da un lato dall'Esk e dalle torbiere dall'altro (moss in inglese sta anche per torbiera) decidendo così di arrendersi agli inglesi, mentre furono diversi gli scozzesi che annegarono fra le paludi e nel fiume.
Giacomo non era presente alla battaglia, era rimasto a Lochmaben e da lì si diresse verso il Falkland Palace, umiliato e ammalato morì poche settimane dopo lasciando il trono alla figlia piccolissima, Maria Stuarda.

## I prigionieri
Le perdite sul campo di battaglia vero e proprio si crede siano state scarse da entrambi gli schieramenti, molti furono i prigionieri fra cui Sinclair, Gilbert Kennedy, III conte di Cassilis, William Cunningham, IV conte di Glencairn e lo stesso Maxwell. Un buon numero di ostaggi presi vennero quindi rilasciati dagli inglesi in cambio di altri "pegni", persone che andavano come prigionieri al posto loro.
Il 14 dicembre Wharton fece resoconto della battaglia al Consiglio privato di sua maestà che ordinò che gli ostaggi scozzesi facessero il loro ingresso a Londra con la croce di sant'Andrea sul petto. Secondo l'ambasciatore Eustace Chapuys tutti i prigionieri presenziarono alla corte di Enrico durante le celebrazioni del Natale, poterono parlare con l'ambasciatore francese lì presente e il re donò loro, ironicamente, delle catene dorate. Tutti quanti vennero trattati con il dovuto riguardo nella speranza che, una volta tornati in patria a seguito del pagamento del riscatto, avrebbero accettato di supportare la causa inglese. Qualche prigioniero di alto rango venne scambiato a Carlisle il 10 gennaio quando i "pegni" si presentarono al loro posto, sempre secondo Chapuys il ritorno di qualche prigioniero non fu ben visto dal governo scozzese che sostenne che essi non fossero dei traditori per aver perso lo scontro o che, ormai, fossero sotto l'effetto degli inglesi. Quando le loro famiglie vennero arrestati essi non poterono produrre i loro pegni e restarono quindi prigionieri nella città di confine di Berwick-upon-Tweed.
Fra i prigionieri si contarono:
- James Douglas, VI barone Drumlanrig (morto 1578)
- John Maxwell di Cohill, venne sostituito dal fratello minore Archibald
- James Sinclair
- John Charteris
- Robert Charteris
- John Maxwell, fratello di Lord Maxwell, venne sostituito dal giovane nipote Hugh
- Patrick Hepburn
- Walter Ker
- George Hume
- William Graham, III conte di Menteith (1500circa-1543circa)
- Robert Erskine
- Patrick Gray, IV Signore di Gray (1518circa-1584)
- Laurence Oliphant, III Signore di Oliphant (morto 1566)
- Oliver Sinclair
- Hugh Somerville, V Signore di Somerville (1484circa-1549)
- Malcolm Fleming, III Signore di Fleming (1494circa-10 settembre 1547)
- Gilbert Kennedy, III conte di Cassilis (1515-28 novembre 1558), andò in custodia presso Thomas Cranmer
- Robert Maxwell, V Lord Maxwell